# Tournoi de tennis de Nagoya

Le tournoi de Nagoya est un ancien tournoi de tennis féminin du circuit professionnel WTA.
Une seule édition a été organisée en 1995 remportée par Linda Wild en simple et la paire australienne Kerry-Anne Guse - Kristine Radford en double.

## Palmarès

### Simple
| No | Date       | Nom et lieu du tournoi      | Catégorie | Dotation  | Surface         | Vainqueure | Finaliste       | Score    |         |
| -- | ---------- | --------------------------- | --------- | --------- | --------------- | ---------- | --------------- | -------- | ------- |
| 1  | 11-09-1995 | TVA Cup Ladies Open, Nagoya | Tier IV   | 107 500 $ | Moquette (int.) | Linda Wild | Sandra Kleinová | 6-4, 6-2 | Tableau |

### Double
| No | Date       | Nom et lieu du tournoi     | Catégorie | Dotation  | Surface         | Vainqueures                      | Finalistes                | Score    |         |
| -- | ---------- | -------------------------- | --------- | --------- | --------------- | -------------------------------- | ------------------------- | -------- | ------- |
| 1  | 11-09-1995 | TVA Cup Ladies Open Nagoya | Tier IV   | 107 500 $ | Moquette (int.) | Kerry-Anne Guse Kristine Radford | Rika Hiraki Park Sung-hee | 6-4, 6-4 | Tableau |